# Киракосян, Рубен Степанович
Рубе́н Степа́нович Киракося́н (род. 22 января 1970 года, Ереван; арм. Ռուբեն Ստեփանի Կիրակոսյան) — российский юрист, адвокат, общественный деятель, председатель российской-армянской ассоциации юристов АРМРОСС.
Специализируется в областях некоммерческого и религиозного права, защиты прав иностранных граждан, а также на правовом обеспечении русско-армянских торгово-экономических, культурных и научных связей.

## Биография
Родился 22 января 1970 года в Ереване в семье Степана Татевосовича Киракосяна, выпускника Московского автодорожного института, стоявшего у истоков Ереванского автомобильного завода. Мать — Жанна Бабкеновна Азизян, окончила физический факультет ЕГУ, всю жизнь проработала Ереванском научно-исследовательском институте математических машин, дойдя до должности ведущего инженера. Принимала непосредственное участие в разработках и налаживании работы первых армянских компьютеров (ЭВМ) «Наири», «Маршрут-1», участвовала в космической деятельности института. Дедушка — Азизян Бабкен Сергеевич, учитель и популяризатор армянского языка, среди выпускников которого были Карен Демирчян, Вардгес Петросян, Ашот Казарян. Бабушка — Шагоян Амалия Оганесовна, учительница армянского языка. Брат — кинооператор Айк Киракосян, кинооператор.
В 1999 году Рубен Киракосян переехал из Санкт-Петербурга в Москву.
В 1998 году баллотировался в депутаты Законодательного собрания Санкт-Петербурга.

### Образование
В 1987 году окончил ереванскую среднюю русскую школу № 55 им А. П. Чехова. В 1992 году окончил философский факультет Санкт-Петербургского государственного университета, в 1998 году окончил юридический факультет.

### Профессиональная деятельность
Профессиональное становление Рубена Киракосяна сопровождалось работой с такими классиками российской адвокатуры, как Александр Добровинский, Владимир Ряховский, Михаил Любарский, Вячеслав Жуковский, Анатолий Пчелинцев. Одним из первых значимых дел в адвокатской карьере стала защита интересов «Санкт-Петербургского Дома книги» в споре о подлинности реализуемого издания рассказов известного американского автора детективного жанра Джеймса Хедли Чейза.

#### Иск против Олега Кузнецова
В 2017 году Киракосян подал подал в суд на Олега Кузнецова, автора книги «История транснационального армянского террора в XX веке», впервые изданной в 2014 году. Как утверждает сторона истца, Олег Кузнецов «был юристом-криминалистом, специализировался на таких направлениях, как «Способ тампонирования трупов человека». Внезапно из специалиста по трупам превратился, со слов азербайджанской прессы, в «известного российского ученого, известного политолога, известного историка». Особое предпочтение в работах он уделяет армянской истории, которую сильно искажает». Вместе с тем, как указывает сторона истца, Кузнецов награжден медалью от Академии Наук Азербайджана. Как указывается в иске, в книге содержится открытое разжигание межнациональной ненависти, попадающее под статью 282 Уголовного Кодекса РФ.
В интервью газете «Голос Армении» адвокат рассказал, что помимо личных угроз в его адрес неизвестные подходили и к его супруге с требованиями убедить адвоката отозвать иск. В ответ на угрозы Рубен Киракосян заявил:
Мне ясна логика действий оппонентов: они пытаются оказать морально-психологическое давление, чтобы я начал совершать ошибки, а может, и остановился. Заявляю: работа будет непременно доведена до конца. Им почему-то кажется, что Рубен Киракосян – Дон Кихот, одиночка. Но я не один, рядом со мной мои коллеги и много лиц разного уровня, пристально наблюдающих за этим балаганом. Напомню также, что мое заявление находится под личным контролем главы СК А. Бастрыкина и отчитываться за качество работы по ее результатам подопечные будут лично ему, а это уже далеко не балаган.
В своих интервью Рубен Киракосян отмечает, что сторона Кузнецова располагает сведениями, представляющими тайну следования. Все эти факты фиксируются, и если законные требования армянской стороны не будут удовлетворены, по ним подготовят материал. Киракосян обратился также к главе Следственного комитета России Александру Бастрыкину, взявшему дело под личный контроль. Кузнецов в своих книгах отстаивает тезис о нелегитимности Республики Армения, террористических наклонностях армян и международной преступной сети в лице Армянской апостольской церкви, де-армяне вовсе не христиане, а язычники, использующие церковную ширму для криминальных и коммерческих проектов.

#### Защита Гарника Арутюняна
С 2016 года совместно с адвокатом Кареном Нерсисяном является адвокатом водителя автобуса Гарника Арутюняна, в отношении которого было возбуждено уголовное дело по факту дорожно-транспортного происшествия, произошедшего в ноябре 2015 года в Тульской области с участием с участием автобуса рейса Москва-Ереван под управлением Арутюняна. Авария на трассе М-4 произошла 3 ноября в Тульской области. В автобусе, следовавшем по маршруту Москва-Ереван, находились более 60 человек, все они — граждане Армении. В результате аварии погибли девять человек, пострадали 46, из которых 32 были госпитализированы. В отношении водителя автобуса Гарника Арутюняна возбуждено уголовное дело по статье «нарушение правил дорожного движения, повлекшее по неосторожности смерть двух или более лиц». Адвокаты и пассажиры рейса настаивают полной невиновности Арутюняна и привлечении к ответственности китайского производителя автобуса, выпустившего в единичном экземпляре автобус с множеством бракованных деталей, что установлено следствием и стало причиной ДТП.

#### Защита Артура Меликсетяна
Защищал интересы и добился оправдательного приговора для Артура Меликсетяна, одного из подозреваемых по громкому делу криминальной группировки «МС-47», действовавшей на протяжении нескольких лет в Выборгском районе

#### Другие дела
- В 2015 году вместе с адвокатом Кареном Нерсесяном в суде общей юрисдикции административного округа Кентрон г. Еревана представлял интересы россиянина Сергея Миронова, который был задержан в аэропорту Звартноц в рамках запроса Интерпола о выдаче, инициированного ФБР США[12][13]. В результате суд вынес постановление об отказе в выдаче Миронова властям США[3].
- В 1998 году защитил интересы «Санкт-Петербургского Дома книги» в споре о подлинности реализуемого издания рассказов известного американского автора детективного жанра Джеймса Хедли Чейза[3].
- В 2002 году был приглашён в качестве общественного представителя в команду защитников в резонансном деле по защите главы рекламного агентства московского метрополитена, Александра Бабаяна[3].
- В 2003 году добился первого в России приговора по осуждению с формулировкой «убийство по мотивам национальной и расовой ненависти», создав судебный прецедент в судебном процессе над группой скинхедов, где представлял интересы семьи убитого армянского юноши Карена Яхшибекова[3][14][15][16].
- В 2003—2004 годах в составе команды специалистов участвовал в качестве представителя Ново-Нахичеванской и Российской Епархии Армянской апостольской церкви в судебных спорах с органами юстиции города Москвы по восстановлению целостности епархии, завершившейся победой ААЦ в Верховном суде РФ[3].
- В 2010 году в Басманном суде города Москвы представлял интересы пианиста Сергея Жилина в споре одним из московских элитных салонов, достигнув мирового соглашения[3].
- В 2016 по иску "Глава московского ювелирного дома «Эстет» против газеты «Голос Армении», в результате организованной Киракосяном схемы переговоров и аргументации, между сторонами было достигнуто мировое соглашение и ответчик признал свои упущения.
- В 2016 году в деле "Киракосян против газеты «Метро» добился прекращения серии публикаций колумниста Джанашия, направленных против армян России и Республики Армения, инициировав слушания в палате медиа-сообщества при союзе журналистов РФ[17].
- В 2010 году pro bono оказал помощь в получении муниципального жилья политическому эмигранту, ветерану сопротивления Акопу Карапетяну, дом которого был снесен московскими властями, и он ютился у посольства Нидерландов. Через несколько лет, после насильственной смерти Карапетяна при до сих пор невыясненных обстоятельствах, Киракосян отстоял наследственные права на данную квартиру в пользу членов его семьи, проживающих в Греции.
- В 2011 году в суде общей юрисдикции административного округа Кентрон г. Еревана осуществлял защиту известного оппозиционного политического и общественного деятеля, гражданина России, Аркадия Вартаняна, доказав его непричастность к подготовке теракта против высшего политического руководства Армении. Однако позднее, согласно сообщению ряда СМИ[18], с целью недопущения выхода Вартаняна на волю ему был вменен эпизод участия в бытовом преступлении. В результате, Вартанян на тот момент являлся самым старшим по возрасту политическим заключенным Армении[18][19][20]. В ноябре 2018 года был выпущен по амнистии [21].
- В 2012 году в Московском городском суде представлял интересы обвиняемого в убийстве журналистки Анны Политковской, гражданина Павлюченкова Д. А. в рамках процесса по мере пресечения в виде домашнего ареста вследствие критического состояния здоровья. Судом ходатайство о продлении домашнего ареста было удовлетворено.
- В 2018 году организовал защиту pro bono большой группе армян — участников несанкционированного митинга на территории Храмового комплекса Армянской Апостольской церкви города Москвы в дни Армянской бархатной революции. Судом вынесены постановления о взыскании минимальной суммы штрафа в отношении демонстрантов, а лицо в отношении которого планировалось возбудить уголовное дело, осуждено по статье об административном правонарушении[22][23].

## Общественная деятельность
Является президентом ассоциации юристов, специализирующихся на правовом обеспечении русско-армянских торгов-экономических, культурных и научных связей и поддержке диаспоральных проектов «АРМРОСС» (с 2014 года), а также членом Координационного совета армянских организаций России.
С 2008 года является экспертом по распределению президентских грантов в сфере некоммерческих организаций. В 2006 году являлся участником правовой школы Московского бюро по правам человека.
В 2002—2004 годах являлся правовым советником Ново-Нахичеванской и Российской Епархии ААЦ. Выступает с лекциями на курсах повышения квалификации для адвокатов в адвокатской палате Московской области.

## Произведения
- Киракосян, Р. С. Новое миграционное законодательство России и граждане Армении / Киракосян Р. С. — Изд. 2-е, перераб. — Москва, 2004.

## Награды и звания
- 2002 награжден Памятный знак 200-летия МВД Российской Федерации (2002)[2].
- В 2008 включен в перечень 500 лучших юристов России по версии международного справочника «Who is who»[2].